# Імажизм
Імажи́зм  (англ. imagism, від лат. imago: образ, зображення)— модерністська,  декадентська течія в англійській та  американській поезії   початку XX століття.  

## Історія
Виникла у Лондоні (1912)  і поширилася в англо-американських літературних колах; проіснувала до 1930 р.
Теоретиком стилю вважається учень А. Бергсона, засновник клубу «Школа імажизму» англійський філософ Томас Г'юм (Х’юм)  та американський поет Езра Луміс Паунд.
Найвидатніші представники імажизму були:
- Англійські поети
  - Томас Стернз Еліот
  - Девід Герберт Лоуренс
  - Річард Олдінгтон
- Американські поети
  - Емі Ловелл
  - Гільда Дулітл
  - Джон Флетчер
  - Дж. Джойс,

Метод імажистів полягає в передаванні суб'єктивних вражень, штучному поєднанні метафор і образів.
Імажисти намагаються відтворити не саму реальність, а переживання, враження, які виникають асоціативно. Звідси й тематика їхніх творів: природа, предмети, ефемерні почуття та емоції. (Т.-Є. Г'юм, Т. Еліот, Д. Лоуренс)
Імажисти, поєднуючи філософію інтуїтизму та формальні теорії французького символізму, культивували самодостатній «чистий» образ, вільний вірш.
Імажизм знаменував собою відрив від романтизму і перехід до форм сучасної англо-американської поезії.
До імажизму сходить назва імажинізму— літературної школи, що з'явилася в Росії після революції.